# Pitcairnia caulescens
Pitcairnia caulescens är en gräsväxtart som först beskrevs av Karl Heinrich Koch och Carl Christian Mez, och fick sitt nu gällande namn av Carl Christian Mez. Pitcairnia caulescens ingår i släktet Pitcairnia och familjen Bromeliaceae. Inga underarter finns listade i Catalogue of Life.